# Zsigra
Zsigra (1899-ig Zsegra, szlovákul Žehra, németül Schigra, roma nyelven Žehra) község Szlovákiában, a Kassai kerület Iglói járásában. Hotkóc tartozik hozzá.

## Fekvése
Lőcsétől 17 km-re, Szepesváraljától 5 km-re délkeletre fekszik.

## Nevének eredete
Nevét minden valószínűség szerint attól a Sigra nevű, a szomszédos (Garancs)Petrócon birtokos szepesi lándzsás nemestől vette, akinek fiait az oklevelek 1292-ben említik, és akik már a tatárjárás előtt jelen voltak a vidéken.
Habár a területen jelentős szláv lakosság volt jelen, ezeket mégsem tekinthetjük őslakosnak, mert a vendégek, „hospesek” jogaival bírnak. A tatárjárás után betelepített szlávokkal nem hozható összefüggésbe a terület neve, mint azt a közkeletű tévhit igyekszik megerősíteni. A Sigra vagy Sygra nevet még sokáig nem a falura, hanem egyrészt a Váraljától délkelet felé húzódó, jóval nagyobb terület megnevezésére használták, amelyen aztán sok település jött létre (Olsavka, Richno, Vojkfalva, Klukno stb.), de Sigra területéből vált ki északon pl. Korotnok község is.

## Története
A régészeti leletek szerint területén már a kőkorszakban is éltek emberek. Az itt talált cserépmaradványok, kőbalták, kőeszközök a vonaldíszes, a zselizi és a bükki kultúra népétől származnak. A korai és a középső bronzkort a pilinyi és a puhói kultúra leletei képviselik. A legfiatalabb leletek a 9. és 10. századból származó cserépmaradványok. A határában emelkedő Dreveník hegyen már a honfoglalás előtt vár állt, melynek védelmi szerepét a közelében később épült szepesi vár vette át.
A falut oklevél 1245-ben említi először „Sygra” néven. Története szorosan kapcsolódik a szepesi vár történetéhez, melynek uradalmához tartozott. Királyi birtok volt, majd 1464-től a Szapolyai családé. 1528-ban a vár Habsburg kézre kerülése után I. Ferdinánd királyé, aki 1531-ben a szepesi uradalommal együtt Thurzó Eleknek adta. 1636-ban a Thurzók kihalásával a Csákyak birtoka lett és maradt is egészen 1948-ig.
A 18. század végén Vályi András így ír róla: „ZSEGRE. Zsera. Tót falu Szepes Várm. földes Ura Gr. Csáky Uraság, lakosai katolikusok, fekszik Vallendorfhoz 1/4 mértföldnyire; határja sovány.”
Fényes Elek 1851-ben kiadott geográfiai szótárában így ír a faluról: „Zsegra, Szepes vm. tót f. Hotkóczhoz 1/4 mfdnyire: 234 kath. lak. Kath. paroch. templom. Urasági tehenészet. F. u. gr. Csáky Károlyné. Ut. p. Lőcse.”
A 19. század második felében csatolták hozzá Hotkócot. A trianoni diktátumig Szepes vármegye Szepesváraljai járásához tartozott.

## Népessége
| Év:            | 1994. | 2004.    | 2014.    | 2024.    |
| -------------- | ----- | -------- | -------- | -------- |
| Emberek száma: | 1265  | 1696     | 2300     | 2767     |
| Eltérés:       |       | +34,07 % | +35,61 % | +20,30 % |

| Év:            | 2023. | 2024.   |
| -------------- | ----- | ------- |
| Emberek száma: | 2736  | 2767    |
| Eltérés:       |       | +1,13 % |

1910-ben 331, túlnyomórészt szlovák anyanyelvű lakosa volt.
2011-ben 2099 lakosából 1395 cigány és 588 szlovák volt.

## Neves személyek
- Hotkócon született 1798-ban Csáky Tivadar császári és királyi kamarás, a Lipót rend lovagja és Szepes vármegye örökös főispánja.

## Nevezetességei
- A község határában van az a védett gránithegy, amelyet a szepesi vár nagy kiterjedésű romja koronáz.
- A Szentlélek-templomot 1245 és 1275 között Zsygra János szepesi gróf építtette. 1425-ben gótikus stílusban átépítették. A pestisjárványt követő fertőtlenítés végett a templom belső terét 1646-ban kimeszelték, s ennek következtében gótikus freskói évszázadokra feledésbe merültek, s azokat csak az 1950-es években tárták fel. Keresztrefeszítést ábrázoló freskója a 13. századból származik, de többségük 14-15. századi, melyek közül az egyik legértékesebb a 14. század második feléből származó, keresztény szimbólumokat ábrázoló Életfa (Arbor vitae). Freskóin Szent László ábrázolás is megtalálható. Keresztelője 13. századi. Főoltára 1656-ból való. A hagymakupolát 1769-ben építették.